# Cláudia Moreno
Aldina Soares Barroso (Cabo Frio, 31 de outubro de 1932 - † Campinas, 14 de setembro de 2021), ou popularmente Cláudia Moreno,foi uma  cantora brasileira que se destacou nas décadas de 1950 e 1960.
Aldina nasceu em 31 de outubro de 1932 na cidade de Cabo Frio, estado do Rio de Janeiro. Nos idos de 50, tornou-se a grande estrela Cláudia Moreno ou Morena. Fez parte da geração de ouro da Música Popular Brasileira, iniciando sua carreira na TV Tupi do Rio de Janeiro, ao lado de cartazes como João Gilberto, Tito Madi, Elizete Cardoso e Lúcio Alves, permanecendo nas Emissoras Associadas no período compreendido entre 1951 e 1961. No cinema, estrelou com Jece Valadão o polêmico e premiado filme Rio, 40 Graus onde, interpretando o samba “A Voz do Morro”, lançou nada mais nada menos que o compositor Zé Kéti.
Claúdia Moreno também estrelou, nas boates do Copacabana Palace, Night and Day e Plaza, no Rio de Janeiro, os grandes shows de Carlos Machado, Caribé da Rocha e Haroldo Costa, dos quais também faziam parte astros e estrelas do porte de Ataulfo Alves, Marisa Gata Mansa, Lana Bittencourt, Grande Otelo, dentre outros.
A renomada cantora foi uma das pioneiras a levar a bossa-nova para o exterior quando em 1952, viajou para a Venezuela acompanhada do conjunto de Waldir Azevedo, tendo sido posteriormente contratada pela Televisa Canal 2 de Caracas, permanecendo lá durante um ano quando se apresentou cantando, não só por toda a Venezuela, como também pelo Caribe.
Cláudia Moreno sempre teve cuidado na escolha de seu repertório, gravando, além de Zé Ketti, nomes como Tom Jobim, Vinícius de Morais, Ary Barroso, Mário Lago, Toquinho e uma infinidade de grandes autores, no entanto suas músicas de maior destaque no cenário artístico foram o clássico Ronda, de Paulo Vanzollini, e a versão “Sozinha Na Praia” (Perdona-me), de Júnior e Zé Fortuna.
O mais recente trabalho da artista teve a produção do cantor e compositor Belchior e se intitulou “Cláudia Moreno Cantando o Amor”, nele pode-se ouvir, além dos grandes mestres da MPB tradicionalmente gravados pela cantora, alguns compositores da nova geração.
Até pouco antes de sua morte Cláudia Moreno continuava cantando. Residia no interior do estado de São Paulo.